# TOI-3785
TOI-3785 — одиночная звезда в созвездии Большой Медведицы на расстоянии приблизительно 260 световых лет (около 79,9 парсек) от Солнца. Видимая звёздная величина звезды — +15,5m. Возраст звезды оценивается как около 8 млрд лет.
Вокруг звезды обращается, как минимум, одна планета.

## Характеристики
TOI-3785 — красный карлик спектрального класса M2V. Масса — около 0,52 солнечной, радиус — около 0,5 солнечного, светимость — около 0,0367 солнечной. Эффективная температура — около 3576 К.

## Планетная система
В 2023 году группой астрономов проекта TESS у звезды обнаружена планета TOI-3785 b.